# دار نعمة (مقاطعة دلفان)
دار نعمة (بالفارسية: دارنومه) هي مستوطنة تقع في قسم ايتيوند الجنوبي الريفي (مقاطعة دلفان) في إيران. يقدر عدد سكانها بـ 39 نسمة .